# Darkness Descends
Darkness Descends drugi je studijski album američkog thrash metal sastava Dark Angel. Album je 17. studenog 1986. godine objavila diskografska kuća Combat Records. 

## O albumu
Ovo je prvi album sastava na kojem je bubnjeve svirao Gene Hoglan. Bas-gitaru na albumu svirao je Rob Yahn koji je napustio skupinu ubrzo nakon snimanja albuma, no pošto joj se nakon Yahnova odlaska priključio basist Mike Gonzales, grupa je umjesto Yahna na popis članova sastava u knjižici albuma uvrstio Gonzalesa, unatoč tomu što on zapravo nije svirao na albumu. Darkness Descends je također posljednji album skupine s pjevačem Donom Dotyjem. 
Darkness Descends je ujedno i jedan od triju albuma koji čine takozvano "Nesveto trojstvo" thrash metal albuma objavljenih 1986. godine, zajedno sa Slayerovim Reign in Bloodom i Kreatorovim Pleasure to Killom.

## Popis pjesama
| 1.    | »Darkness Descends«              | Gene Hoglan              | Hoglan, Jim Durkin              | 5:53 |
| 2.    | »The Burning of Sodom«           | Durkin, Hoglan, Don Doty | Durkin, Eric Meyer              | 3:18 |
| 3.    | »Hunger of the Undead«           | Hoglan                   | Durkin, Hoglan, Meyer           | 4:19 |
| 4.    | »Merciless Death«                | Durkin, Doty             | Durkin                          | 4:08 |
| 5.    | »Death Is Certain (Life Is Not)« | Hoglan                   | Durkin, Hoglan, Meyer, Rob Yahn | 4:18 |
| 6.    | »Black Prophecies«               | Hoglan                   | Durkin, Hoglan                  | 8:34 |
| 7.    | »Perish in Flames«               | Doty                     | Durkin                          | 4:52 |
| 35:22 |                                  |                          |                                 |      |

| Bonus pjesme s remasterirane inačice iz 1998. godine | Bonus pjesme s remasterirane inačice iz 1998. godine | Bonus pjesme s remasterirane inačice iz 1998. godine | Bonus pjesme s remasterirane inačice iz 1998. godine | Bonus pjesme s remasterirane inačice iz 1998. godine | Bonus pjesme s remasterirane inačice iz 1998. godine | Bonus pjesme s remasterirane inačice iz 1998. godine | Bonus pjesme s remasterirane inačice iz 1998. godine | Bonus pjesme s remasterirane inačice iz 1998. godine | Bonus pjesme s remasterirane inačice iz 1998. godine |
| Br.                                                  | Skladba                                              | Trajanje                                             |                                                      |                                                      |                                                      |                                                      |                                                      |                                                      |                                                      |
| ---------------------------------------------------- | ---------------------------------------------------- | ---------------------------------------------------- | ---------------------------------------------------- | ---------------------------------------------------- | ---------------------------------------------------- | ---------------------------------------------------- | ---------------------------------------------------- | ---------------------------------------------------- | ---------------------------------------------------- |
| 8.                                                   | »Merciless Death (Live)«                             | 3:44                                                 |                                                      |                                                      |                                                      |                                                      |                                                      |                                                      |                                                      |
| 9.                                                   | »Perish in Flames / Darkness Descends (Live)«        | 8:27                                                 |                                                      |                                                      |                                                      |                                                      |                                                      |                                                      |                                                      |
| 47:33                                                |                                                      |                                                      |                                                      |                                                      |                                                      |                                                      |                                                      |                                                      |                                                      |

## Recenzije
Darkness Descends je uglavnom zadobio pozitivne kritike. Eduardo Rivadavia, glazbeni kritičar sa stranice AllMusic, dodijelio je albumu tri zvjezdice od pet te je izjavio da je "bio potreban dolazak bubnjara Genea Hoglana kako bi se Dark Angel uzdignuo iznad festivala neobrađene buke koji je bio prisutan na amaterskom prvom albumu We Have Arrived." Također je komentirao kako su na albumu bili prisutni "prvi tragovi progresivnog thrash metal stila koji će okarakterizirati kasnije albume skupine. Pod Hoglanovim nadzorom, Dark Angel će iskoristiti sljedeće dvije godine kako bi postigli upravo to, ali za mnoge puriste Darkness Descends ostaje zaključna thrash izjava grupe."
U kolovozu 2014. godine, Revolver je uvrstio Darkness Descends na svoju ljestvicu "14 thrash albuma koje morate imati".

## Zasluge
| Dark Angel - Don Doty – vokali - Eric Meyer – gitara, inženjer zvuka - Jim Durkin – gitara - Rob Yahn – bas-gitara, snimanje (bas-gitare) - Gene Hoglan – bubnjevi | Ostalo osoblje - Randy Burns – produkcija, inženjer zvuka - Casey McMackin – inženjer zvuka - Steve Sinclair – izvršna produkcija - Ed Repka – logotip - Sean Rodgers – naslovnica, fotografija - Ron Contenza – fotografija |